# Ferenc
Ferenc [ˈfɛrɛnts] ist ein männlicher Vorname.

## Herkunft und Bedeutung
Ferenc ist die ungarische Form von Franz.

## Namensträger

### Vorname
- Ferenc Barkóczy (1710–1765), Erzbischof von Eger
- Ferenc Bene (1944–2006), ungarischer Fußballnationalspieler
- Ferenc Berkes (Politiker) (1893–1919), ungarischer Journalist und Politiker
- Ferenc Berkes (Schachspieler) (* 1985), ungarischer Schachspieler
- Ferenc Berko (1916–2000), ungarisch-amerikanischer Fotograf und Fotojournalist
- Ferenc Bessenyei (1919–2004), ungarischer Schauspieler
- Ferenc Chalupetzky (1886–1951), ungarischer Schachautor
- Ferenc Csik (1913–1945), ungarischer Schwimmer
- Ferenc Deák (Politiker) (1803–1876), ungarischer Politiker
- Ferenc Deák (Fußballspieler) (1922–1998), ungarischer Fußballspieler
- Ferenc Fricsay (1914–1963), ungarisch-österreichischer Dirigent
- Ferenc Gyurcsány (* 1961), ungarischer Politiker
- Ferenc Herczeg (1863–1954), ungarischer Schriftsteller, Journalist und Politiker
- Ferenc Hirzer (1902–1957), ungarischer Fußballspieler und -trainer
- Ferenc Kása (1935–2017), ungarisch-deutscher Tiermediziner
- Ferenc Kocsis (Ringer) (* 1953), ungarischer Ringer
- Ferenc Kónya (1892–1977), ungarischer Fußballspieler
- Ferenc Kossuth (1841–1914), ungarischer Ingenieur und Politiker
- Ferenc Krausz (* 1962), österreichisch-ungarischer Physiker und Nobelpreisträger
- Ferenc Liszt (1811–1886), österreich-ungarischer Komponist und Pianist
- Ferenc Lohr (1904–1994), ungarischer Tontechniker beim Film
- Ferenc Mádl (1931–2011), ungarischer Jurist und Politiker, Staatspräsident 2000 bis 2005
- Ferenc Mező (1885–1961), ungarischer Dichter
- Ferenc Molnár (1878–1952), ungarischer Schriftsteller, Dramatiker und Journalist
- Ferenc Münnich (1886–1967), ungarischer Politiker, Ministerpräsident der Volksrepublik Ungarn
- Ferenc Pavlics (1928–2024), ungarischer Ingenieur, maßgeblicher Entwickler des Lunar Roving Vehicle
- Ferenc Puskás (1927–2006), ungarischer Fußballspieler und Fußballtrainer
- Ferenc Salmayer (1946–2024), deutscher Tänzer und Choreograf
- Ferenc Snétberger (* 1957), ungarischer Jazzgitarrist
- Ferenc Sipos (1932–1997), ungarischer Fußballspieler und -trainer
- Ferenc Szedlacsek (1898–1973), tschechoslowakischer Fußballspieler und -trainer ungarischer Abstammung
- Ferenc Szisz (1873–1944), französischer Automobilrennfahrer ungarischer Herkunft
- Ferenc Szojka (1931–2011), ungarischer Fußballspieler

### Familienname
- Mitja Ferenc (* 1960), slowenischer Historiker und Hochschullehrer
- Oliver Ferenc (* 1969), serbischer Dartspieler
- Tom Ferenc, deutscher Synchronsprecher
- Tone Ferenc (1927–2003), slowenischer Historiker und Hochschullehrer
- Viktória Ferenc (* 1984), ukrainisch-ungarische Sprachwissenschaftlerin und Politikerin